# Еди Грант
Еди Грант (енгл. Eddy Grant; Плезенц, 5. март 1948) је гвајански певач.
Данас живи и ради на Барбадосу.

## Биографија
Још као мали, његови родитељи емигрирали су у енглеску престоницу Лондон. Живео је у Кентиш тауну и похађао школу на Туфнел парку. Његова прва песма која је достигла статистички врх је Бејби, врати се када је био гитариста и текстописац за групу Једнаки (The Equals). Ова песма је касније била први сингл на енглеском синглс чарту али овог пута ју је отпевао Пато Бантон. Ваља поменути и да је Грант користио његове текстове и за политичке сврхе, највише против тадашњег апартхејда у Јужноафричкој Републици.
Еди Грант је 1986. године гостовао групи Рибља Чорба тако што је отпевао две строфе у песми „Амстердам”, на албуму „Осми нервни слом”. Они су га буквално после његовог наступа у хали Пионир одвели у студио.
Осведочени је навијач београдског Партизана.